# Húsavík (IJsland)

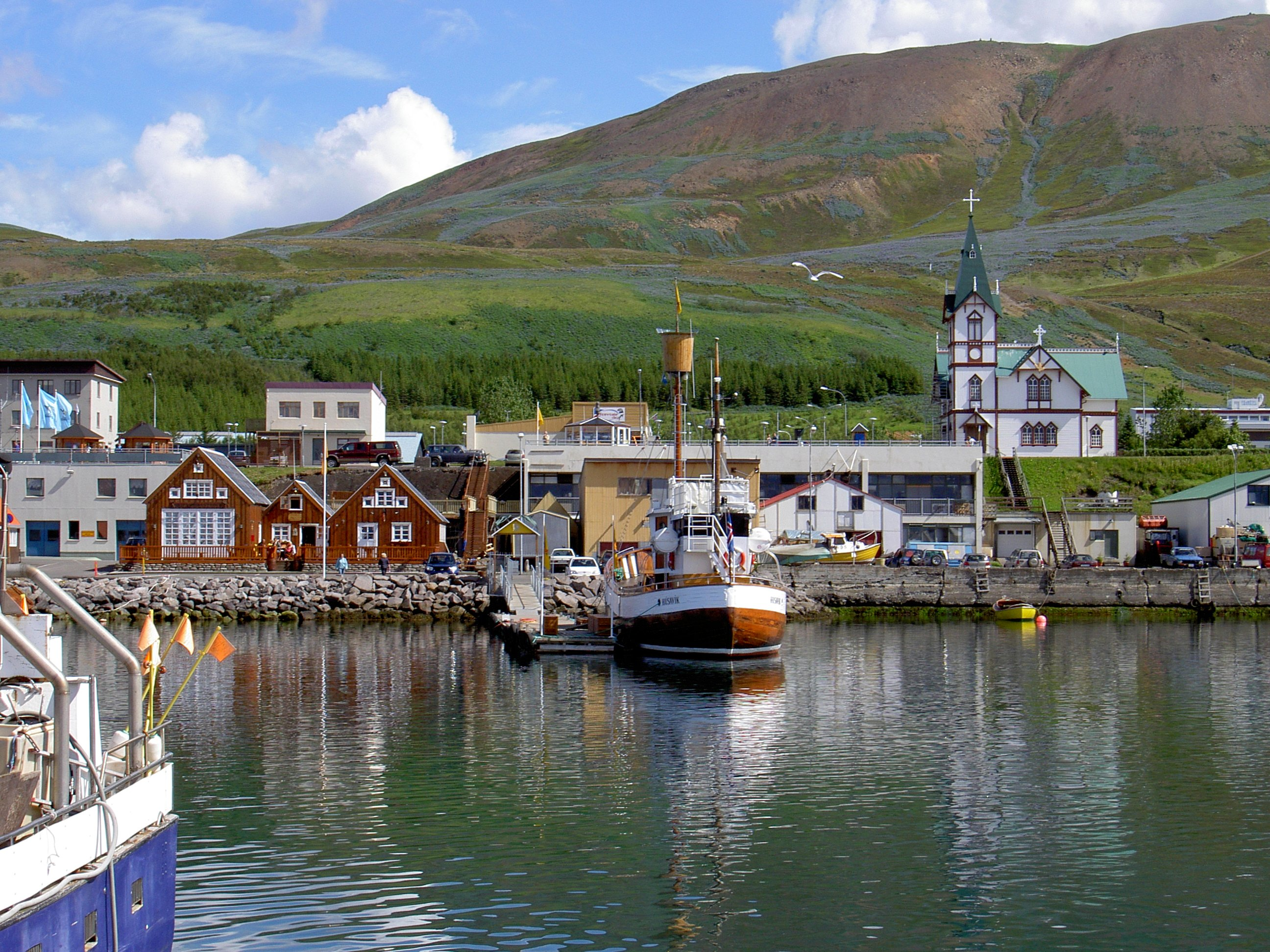
Húsavík

Húsavík is een kleine stad in de gemeente Norðurþing in het noorden van IJsland aan de oostkust van de Skjálfandibaai. Húsavík betekent zoiets als huizenbaai, en de naam is al meerdere eeuwen oud. De Zweedse zeeman Garðar Svavarsson stuitte, na door een storm afgedreven te zijn, omstreeks het jaar 875 onverwacht op het land. Hij ging aan land, bouwde zich een onderkomen en verbleef daar slechts één winter. Deze plek noemde hij Húsavík (zie Geschiedenis van IJsland). Er wonen ongeveer 2300 mensen (2018) in Húsavík. De inkomsten van het stadje komen voornamelijk uit de visserij en het toerisme. Met name is het bekijken van walvissen vanuit vissersbootjes op volle zee een attractie. Er is ook een beperkte industriële activiteit. Húsavík heeft een houten kerk, gebouwd in 1907.

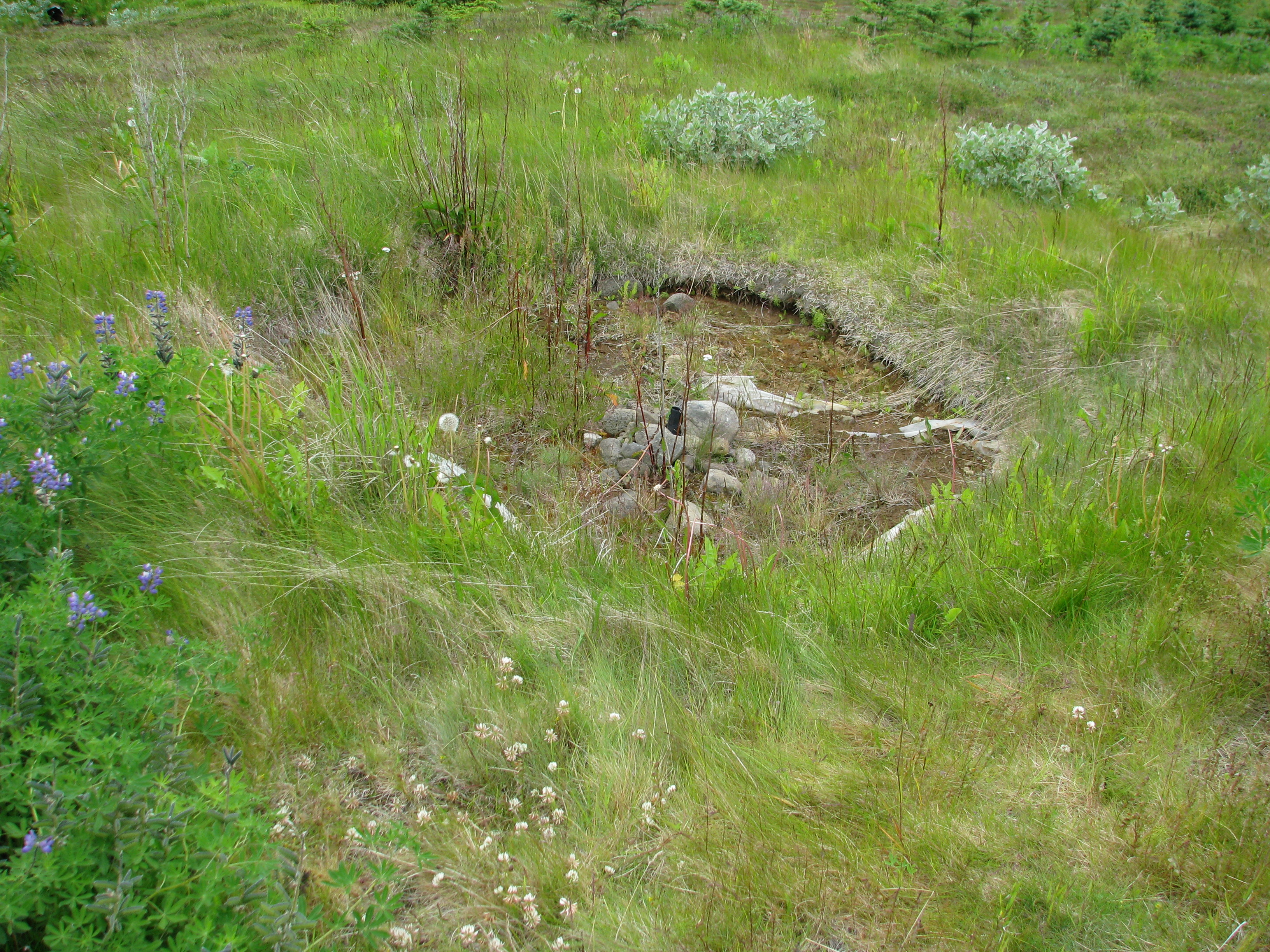
De restanten van de geiser van Húsavík.

Even ten zuiden van Húsavík zijn de restanten van een kleine geiser te zien. Deze geiser is vrijwel niet meer actief en alleen een plastic uitstroompijpje en door stenen bedekte flarden plastic lappen markeren de locatie. Wel kun je water in het pijpje zachtjes horen klotsen. De geiser is kunstmatig en is ontstaan na het boren van een gat voor hydrologisch onderzoek.
Aan de noordkant van Húsavík staat een industrieel complex dat met de Húsavíkurhöfðagöngtunnel met de haven verbonden is.

## Media
Húsavík diende in 2020 als decor voor de Netflix-film Eurovision Song Contest: The Story of Fire Saga. De film vertelt het fictieve verhaal van twee inwoners van Húsavík die IJsland vertegenwoordigen op het Eurovisiesongfestival. 

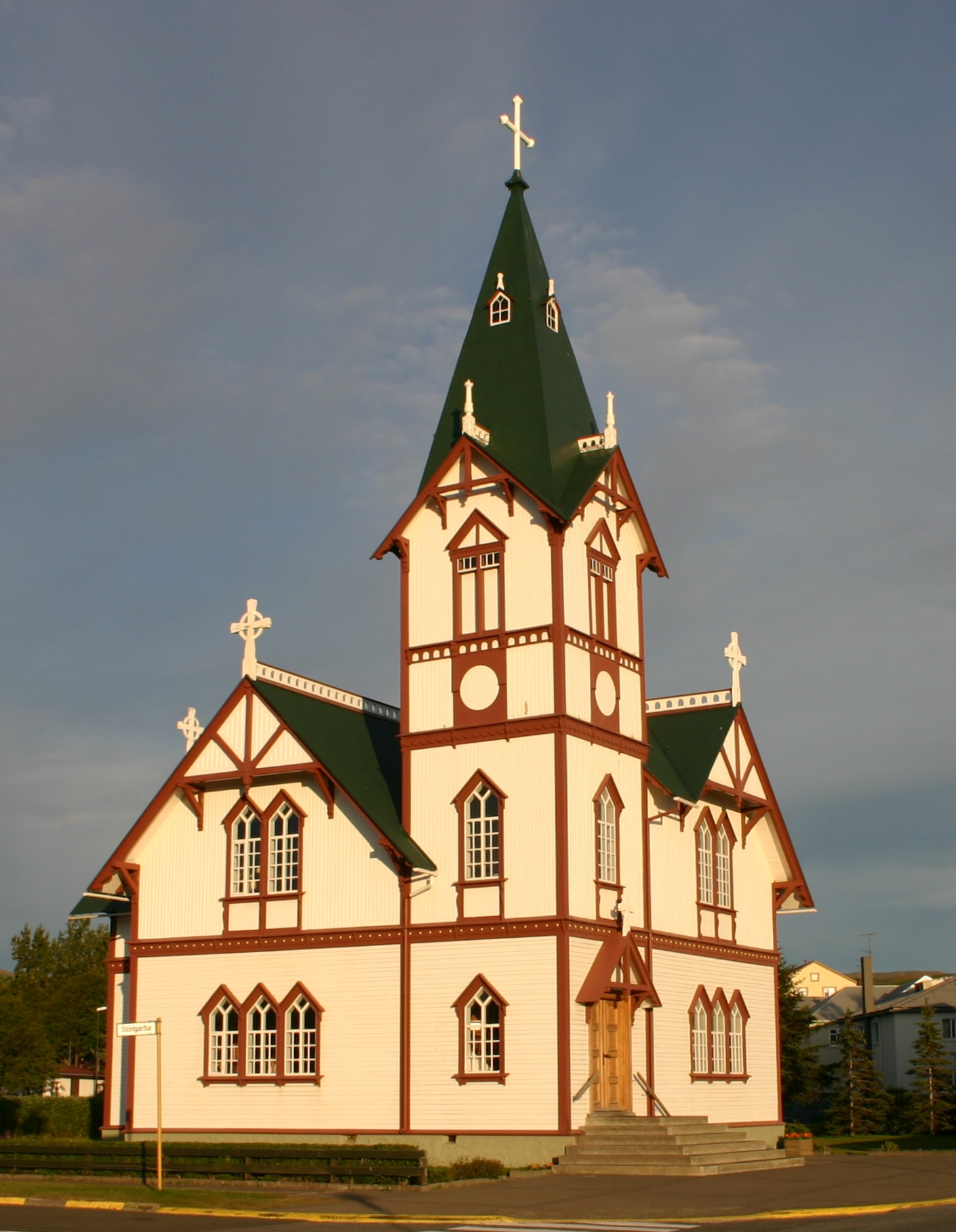
De houten kerk van Húsavík